# NGC 7831
NGC 7831 est une galaxie spirale située dans la constellation d'Andromède. Sa vitesse par rapport au fond diffus cosmologique est de 4 748 ± 23 km/s, ce qui correspond à une distance de Hubble de 70,0 ± 4,9 Mpc (∼228 millions d'al). NGC 7831 a été découverte par l'astronome américain Lewis Swift en 1885. Elle fut également découverte indépendamment par l'astronome français Guillaume Bigourdan le 7 septembre 1888 et par la suite listée comme étant IC 1530 au sein de l'Index catalogue.
La classe de luminosité de NGC 7831 est II et elle présente une large raie HI.
En raison d'une brillance de surface égale à 11,93 mag/am2, on peut qualifier NGC 7831 de galaxie présentant une brillance de surface élevée.
À ce jour, 11 mesures non basées sur le décalage vers le rouge (redshift) donnent une distance de 68,818 ± 5,626 Mpc (∼224 millions d'al), ce qui est à l'intérieur des valeurs de la distance de Hubble.

## Groupe de NGC 7831
NGC 7831 est membre d'un groupe de galaxies qui porte son nom. Le groupe de NGC 7831 compte cinq galaxies du catalogue NGC, soit NGC 7805, NGC 7806, NGC 7819, NGC 7831 et NGC 7836, plus une douzaine d'autres galaxies.